# Parafia Chrystusa Króla w Tennant Creek
Parafia Chrystusa Króla w Tennant Creek – parafia rzymskokatolicka z siedzibą w Tennant Creek, należąca do diecezji Darwin.